# 우랄바곤자보드
'우랄바곤자보드(러시아어: ОАО «Научно-производственная корпорация «УралВагонЗавод»)는 러시아 니즈니타길에 위치한 러시아의 기계, 철도 차량 및 군수 산업 회사이다. 회사명은 우랄 철도 자동차 공장을 의미한다.
러시아에서 가장 큰 과학 및 산업단지 중 하나이며, 세계 최대의 주력 전차 제조업체이다.